# Dubiaranea fagicola
Dubiaranea fagicola là một loài nhện trong họ Linyphiidae. Loài này được phát hiện ở Chile.